# 蕭國公主
萧国公主，初封宁国公主。唐肃宗第二女，生母不详，唐朝和亲公主。
萧国公主初嫁郑巽，郑巽死後寡居，又嫁薛康衡，薛康衡死後寡居。其父唐肃宗即位于安史之乱之时，为了联合回纥，至德元年（756年），敦煌郡王李承寀以回纥毗伽公主（回纥英武可汗女）为妃。乾元元年（758年）六月辛丁亥，皇帝下诏宁国公主出降回纥英武威远可汗磨延啜。以谢回纥帮助唐朝收复长安、洛阳之功，公主以”国家事重”出嫁回纥。由特使汉中郡王李瑀护送至回纥汗庭，册为可敦。宁国公主下嫁之时，回纥可汗不坐着，而是站起接受诏书与册命，以公主为可敦。公主以“天子真女”下嫁，被视为对回纥的厚遇，故深受敬重。
乾元二年（759年），英武威远可汗逝世。可汗死后，回纥习俗可汗死后其妻子要殉葬，但是宁国公主拒绝殉葬，说：“中国人婿死，朝夕临。丧期三年，此终礼也。回纥万里结婚，本慕中国，吾不可以殉”。力争得免，而依回纥法，剺面大哭，同年秋，宁国公主以无子，返回了唐朝，受百官迎。与她一同去回纥的荣王李琬的女儿留在了回纥，嫁给了英武威远可汗的儿子英义可汗为可敦，被回纥称为“小宁国公主”。宁国公主在贞元元年（785年）改封萧国公主。